# 일회호흡량
일회호흡량(一回呼吸量, Tidal volume)은 1회 호흡시 폐에 드나드는 공기의 양을 뜻한다. 약자로 VT 또는 TV로 주로 표기한다. 정상적인 호흡에서 한 번에 출입하는 공기의 양은 성인의 기준으로 약 500 ml 정도이며, 체중 당 7 mL/kg에 해당한다. 일회호흡량에 분당 호흡횟수를 곱하면 분당환기량(minute respiratory volume)을 계산할 수 있다.